# Al-Hadi
Abu-Muhàmmad Mussa al-Hadi (àrab: أبو محمد موسى الهادي, Abū Muḥammad Mūsà al-Hādī), més conegut pel seu làqab al-Hadi (Rayy, 766 - Bagdad, 14 de setembre de 787) fou califa abbàssida de Bagdad (786-787).
Era fill d'al-Mahdí i fou declarat hereu el 775/776. Se li va donar el govern de Gurgan. L'agost del 785 el seu pare va morir camí a Gurgan, quan anava a veure al-Hadi per imposar-li la renúncia al tron en favor de son germà Harun ar-Raixid, que era el segon hereu des del 782/783. El camarlenc al-Rabi va fer proclamar al-Hadi a Bagdad i una revolta que va esclatar a la capital, probablement instigada pels enemics d'al-Hadi, fou sufocada; poc després va arribar al-Hadi i va rebre el jurament de fidelitat i va nomenar al-Rabi com a visir. No obstant el va revocar al cap de poc temps i l'administració va passar per diverses mans, entre ells Ibrahim ibn Dharwan al-Harraní. Inicialment va perseguir els zindiks (persecució iniciada ja per al-Mahdi) i va abandonar la política de moderació amb els xiïtes en declarar-se obertament hostils als alides. Una revolta alida a Medina fou reprimida en sang (matança de Fakhkh). Altres revoltes a Egipte i Iraq foren igualment reprimides.
Al-Hadi volia eliminar de la successió el seu germà Harun que llavors estava sota tutela del barmàquida Yahya. Harun va refusar renunciar i va acabar a la presó i amenaçat de ser executat. Però sobtadament al-Hadi va morir el 14 de setembre del 786, segons els rumors enverinat per al-Khayzuran, mare de Harun ar-Raixid; aquest va ser proclamat califa.